# Тайлакова
Тайла́кова (рос. Тайлакова) — присілок у складі Сургутського району Ханти-Мансійського автономного округу Тюменської області, Росія. Входить до складу Угутського сільського поселення.
Населення — 96 осіб (2010, 114 у 2002).
Національний склад станом на 2002 рік: ханти — 98 %.
Стара назва — Тайлакови. Станом на 1951 рік присілок знаходився за 2,5 км на південний схід.